# Ољокминск
Ољокминск (рус. Олёкминск) је село и административни центар истоимног Ољокминског рејона у западном делу Јакутије.
Има укупно 9.338 становника (2013)

## Историја
Године 1635. Јенисејски козаци на челу са Петром Бекетовим основали су малу тврђаву (замак) на овом месту. Првобитно, Ољокминск се налазио наспрам ушћа реке Ољокма, али је касније насеље пресељено на 12 km узводно уз реку Лену због поплава које су се дешавале на првобитној локацији.
Порекло речи „ољокма“ наводно датира из Евенки језика олоохунај, што значи „веверица богата протеинима“.

## Становништво
| 1939. | 1959. | 1970.  | 1979.  | 1989.  | 2002.  | 2010. |
| ----- | ----- | ------ | ------ | ------ | ------ | ----- |
| 5.200 | 7.876 | 10.646 | 10.595 | 11.478 | 10.003 | 9.494 |